# Boreczek (Biskupiec)
Boreczek (deutsch Heide) ist ein Ort in der polnischen Woiwodschaft Ermland-Masuren. Er gehört zur Gmina Biskupiec (Stadt-und-Land-Gemeinde Bischofsburg) im Powiat Olsztyński (Kreis Allenstein).

## Geographische Lage
Boreczek liegt in der nördlichen Mitte der Woiwodschaft Ermland-Masuren, 27 Kilometer südwestlich der früheren Kreisstadt Rößel (polnisch Reszel) bzw. 27 Kilometer nordöstlich der heutigen Kreismetropole und auch Woiwodschaftshauptstadt Olsztyn (deutsch Allenstein).

## Geschichte
Bei Heide handelte es sich vor 1945 um eine Försterei, die wohl der Gemeinde Sauerbaum (polnisch Zerbuń) im ostpreußischen Kreis Rößel zugehörig war. Die Zahl der Einwohner von Forsthaus Heide belief sich 1885 auf zwölf und 1905 auf 16 Einwohner.
Als 1945 in Kriegsfolge das gesamte südliche Ostpreußen an Polen abgetreten wurde, erhielt Forsthaus Heide die polnische Namensform „Boreczek“. Hete ist der kleine Ort ein Teil der Stadt- und Landgemeinde Biskupiec (Bischofsburg) im Powiat Olsztyński (Kreis Allenstein), von 1975 bis 1998 der Woiwodschaft Olsztyn, seither der Woiwodschaft Ermland-Masuren zugeordnet.

## Kirche
Vor 1945 gehörte Forsthaus Heide zur evangelischen wie auch römisch-katholischen Kirchengemeinde in der Stadt Seeburg (polnisch Jeziorany). Während der Bezug zu Jeziorany katholischerseits auch heute noch gilt, ist Boreczek evangelischerseits zur Kapellengemeinde Biskupiec (Bischofsburg) hin orientiert. Es handelt sich um eine Filialgemeinde der Kirche Sorkwity (Sorquitten) in der Diözese Masuren der Evangelisch-Augsburgischen Kirche in Polen.

## Verkehr
Boreczek liegt westlich einer Nebenstraße, die bei Biesowo (Groß Bößau) von der polnischen Landesstraße 57 (einstige deutsche Reichsstraße 128) abzweigt und nach Wipsowo (Wieps) führt. Ein Bahnanschluss besteht nicht.